# 29e cérémonie des European Film Awards
La 29e cérémonie des prix du cinéma européen (29th European Film Awards), organisée par l'Académie européenne du cinéma, s'est déroulée le 10 décembre 2016, à Wrocław (Pologne), et a récompensé les films européens sortis dans l'année.

## Palmarès

### Meilleur film
- Toni Erdmann  Allemagne  Autriche
  - Elle  France  Allemagne
  - Moi, Daniel Blake (I, Daniel Blake)  Royaume-Uni  France
  - Julieta  Espagne
  - Room  Irlande  Canada

### Meilleur réalisateur
- Maren Ade pour Toni Erdmann
  - Paul Verhoeven pour Elle
  - Cristian Mungiu pour Baccalauréat (Bacalaureat)
  - Ken Loach pour Moi, Daniel Blake (I, Daniel Blake)
  - Pedro Almodóvar pour Julieta

### Meilleur acteur
- Peter Simonischek dans Toni Erdmann
  - Rolf Lassgård dans En man som heter Ove
  - Hugh Grant dans Florence Foster Jenkins
  - Dave Johns dans Moi, Daniel Blake (I, Daniel Blake)
  - Burghart Klaussner dans Fritz Bauer, un héros allemand (Der Staat gegen Fritz Bauer)
  - Javier Cámara dans Truman

### Meilleure actrice
- Sandra Hüller dans Toni Erdmann
  - Isabelle Huppert dans Elle
  - Emma Suárez et Adriana Ugarte dans Julieta
  - Valeria Bruni Tedeschi dans Folles de joie (La pazza gioia)
  - Trine Dyrholm dans La Communauté (Kollektivet)

### Meilleur scénariste
- Maren Ade pour Toni Erdmann

### Meilleur directeur de la photographie
- Camilla Hjelm Knudsen pour Les Oubliés

### Meilleur monteur
- Anne Østerud et Janus Billeskov Jansen pour La Communauté

### Meilleur chef décorateur européen
- Alice Normington pour Les Suffragettes

### Meilleur compositeur
- Ilya Demutsky pour Le Disciple

### Meilleur créateur de costumes
- Stefanie Bieker pour Les Oubliés

### Meilleur ingénieur du son
- Radoslaw Ochnio pour 11 Minutes

### Meilleur film d'animation
- Ma vie de Courgette

### Meilleur film documentaire
- Fuocoammare

### Meilleur court métrage
- 9 days - from my window in Aleppo

### Meilleure comédie
- A man called Ove

### People's Choice Award
- Cialo

### Discovery of the Year - Prix FIPRESCI
- The happiest day in the life of Olli Maki

### Achievement in World Cinema Award
- Pierce Brosnan

### Lifetime Achievement Award
- Jean-Claude Carrière